# Ogród zoologiczny w Bratysławie

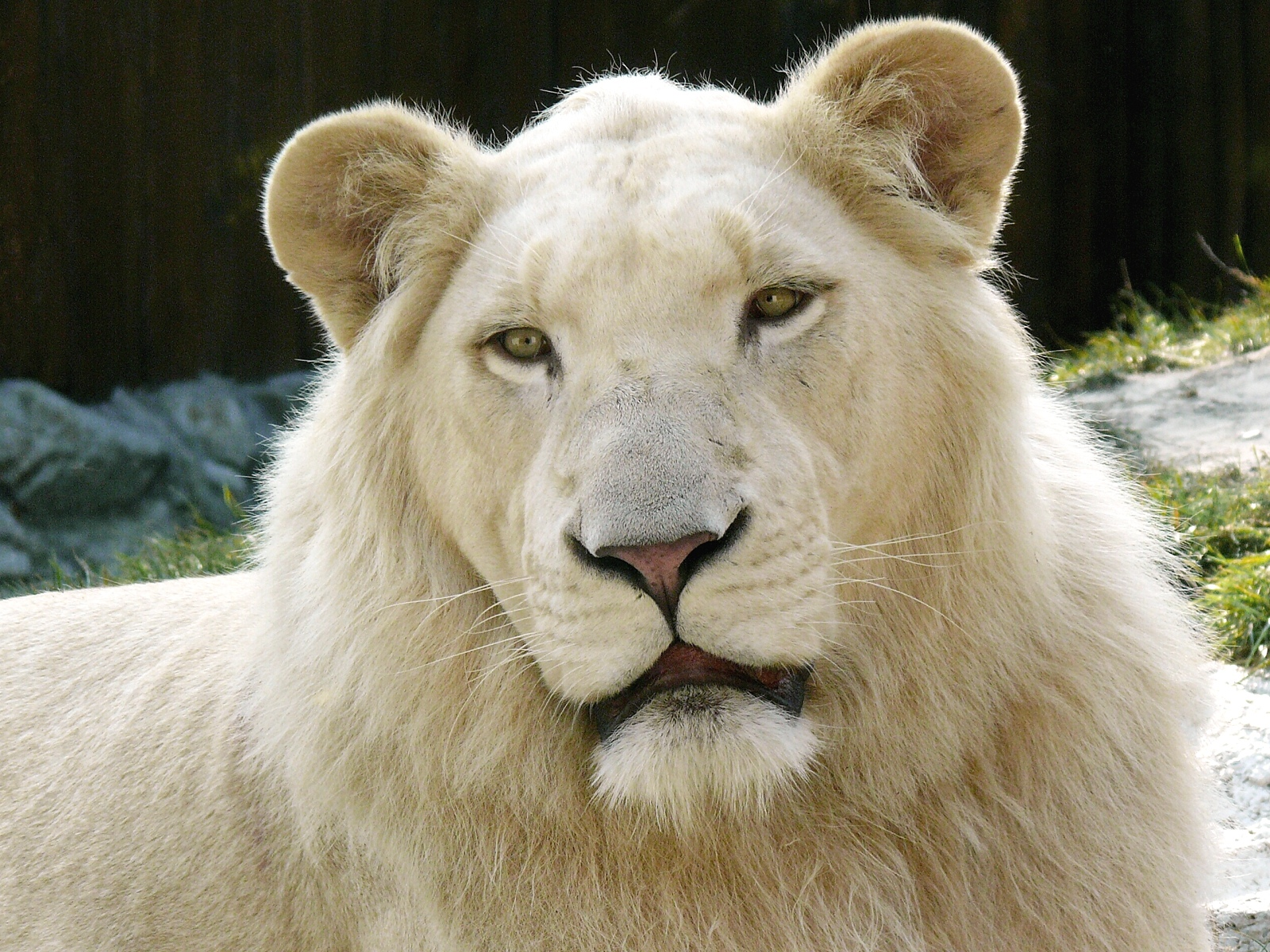
Lew biały

Ogród zoologiczny w Bratysławie (słow. Bratislavská zoologická záhrada) – ogród zoologiczny w Bratysławie na Słowacji.
Znajduje się w Dolinie Młyńskiej (Mlynská dolina), należącej administracyjnie do dzielnicy Karlova Ves. Pierwsze plany otwarcia ogrodu powstały już w 1948 roku, jednak ogród otwarto dopiero 9 maja 1960. W zoo mieszka 983 zwierząt z 157 gatunków. Powierzchnia ogrodu wynosi 96 ha, przy czym część udostępniona zwiedzającym obejmuje 35 ha.